# Медісон (Джорджія)
Медісон (англ. Madison) — місто (англ. city) в США, в окрузі Морган штату Джорджія. Було засноване в 1809 році, отримало свою назву на честь четвертого президента США Джеймса Медісона. Населення — 4447 осіб (2020).

## Географія
Медісон розташований за координатами 33°34′45″ пн. ш. 83°28′33″ зх. д. / 33.57917° пн. ш. 83.47583° зх. д. (33.579038, -83.475971).  За даними Бюро перепису населення США в 2010 році місто мало площу 22,75 км², з яких 22,56 км² — суходіл та 0,19 км² — водойми.

## Демографія
Згідно з переписом 2010 року, у місті мешкало 3979 осіб у 1558 домогосподарствах у складі 1083 родин. Густота населення становила 175 осіб/км².  Було 1760 помешкань (77/км²).
Расовий склад населення:
| - 50,8 % — білих - 45,6 % — чорних або афроамериканців - 1,0 % — азіатів - 0,1 % — корінних американців - 1,3 % — осіб інших рас |

До двох чи більше рас належало 1,2 %. Частка іспаномовних становила 2,6 % від усіх жителів.
За віковим діапазоном населення розподілялося таким чином: 26,4 % — особи молодші 18 років, 54,7 % — особи у віці 18—64 років, 18,9 % — особи у віці 65 років та старші. Медіана віку мешканця становила 39,9 року. На 100 осіб жіночої статі у місті припадало 78,8 чоловіків;  на 100 жінок у віці від 18 років та старших — 72,3 чоловіків також старших 18 років.
Середній дохід на одне домашнє господарство  становив 59 683 долари США (медіана — 53 699), а середній дохід на одну сім'ю — 67 151 долар (медіана — 56 133). Медіана доходів становила 45 679 доларів для чоловіків та 29 659 доларів для жінок. За межею бідності перебувало 15,2 % осіб, у тому числі 23,2 % дітей у віці до 18 років та 12,6 % осіб у віці 65 років та старших.
Цивільне працевлаштоване населення становило 1633 особи. Основні галузі зайнятості: освіта, охорона здоров'я та соціальна допомога — 28,8 %, виробництво — 20,0 %, мистецтво, розваги та відпочинок — 10,2 %, науковці, спеціалісти, менеджери — 9,1 %.